# Sophie-Madeleine de Brandebourg-Culmbach
Titres
Reine consort de Danemark et de Norvège
12 octobre 1730 – 6 août 1746
(15 ans, 9 mois et 25 jours)
Princesse héritière consort de Danemark et de Norvège
7 août 1721 – 12 octobre 1730
(9 ans, 2 mois et 5 jours)
Sophie-Madeleine de Brandebourg-Culmbach (en allemand : Sophie Magdalene von Brandenburg-Kulmbach), née le 28 novembre 1700 au château de Schönberg et morte au château de Christianborg (Royaume de Danemark et de Norvège) le 27 mai 1770, fut reine consort de Danemark-Norvège et l'épouse du roi Christian VI depuis 1721.

## Biographie
Elle est la fille de Christian-Henri de Brandebourg-Culmbach et de Sophie-Christiane de Wolfstein.
Elle épouse le 7 août 1721 au château de Pretzsch (Électorat de Saxe) le Prince héritier de Danemark et de Norvège Christian, fils de Frédéric IV et de Louise de Mecklembourg-Güstrow.
Elle devient reine consort de Danemark et de Norvège en 1730. Le couple royal est heureux, mais Sophie-Madeleine est impopulaire. Elle est accusée d'isoler la Cour et la famille royale. Elle est vue comme hautaine et arrogante. Son environnement religieux, marqué par le piétisme. Bien que la Cour soit stricte, elle est aussi très luxueuse, la reine s'intéressant beaucoup aux joyaux et aux ivoires et y dépensant de fortes sommes, alors que le royaume est pauvre. Il lui est aussi reproché d'être restée allemande, n'apprenant pas le danois et s'entourant d'allemands à qui elle procure d'importantes positions à la Cour. Sa sœur, Sophie-Caroline de Brandebourg-Culmbach vit à la cour danoise à partir de 1740 et pourrait avoir été la maitresse du roi.

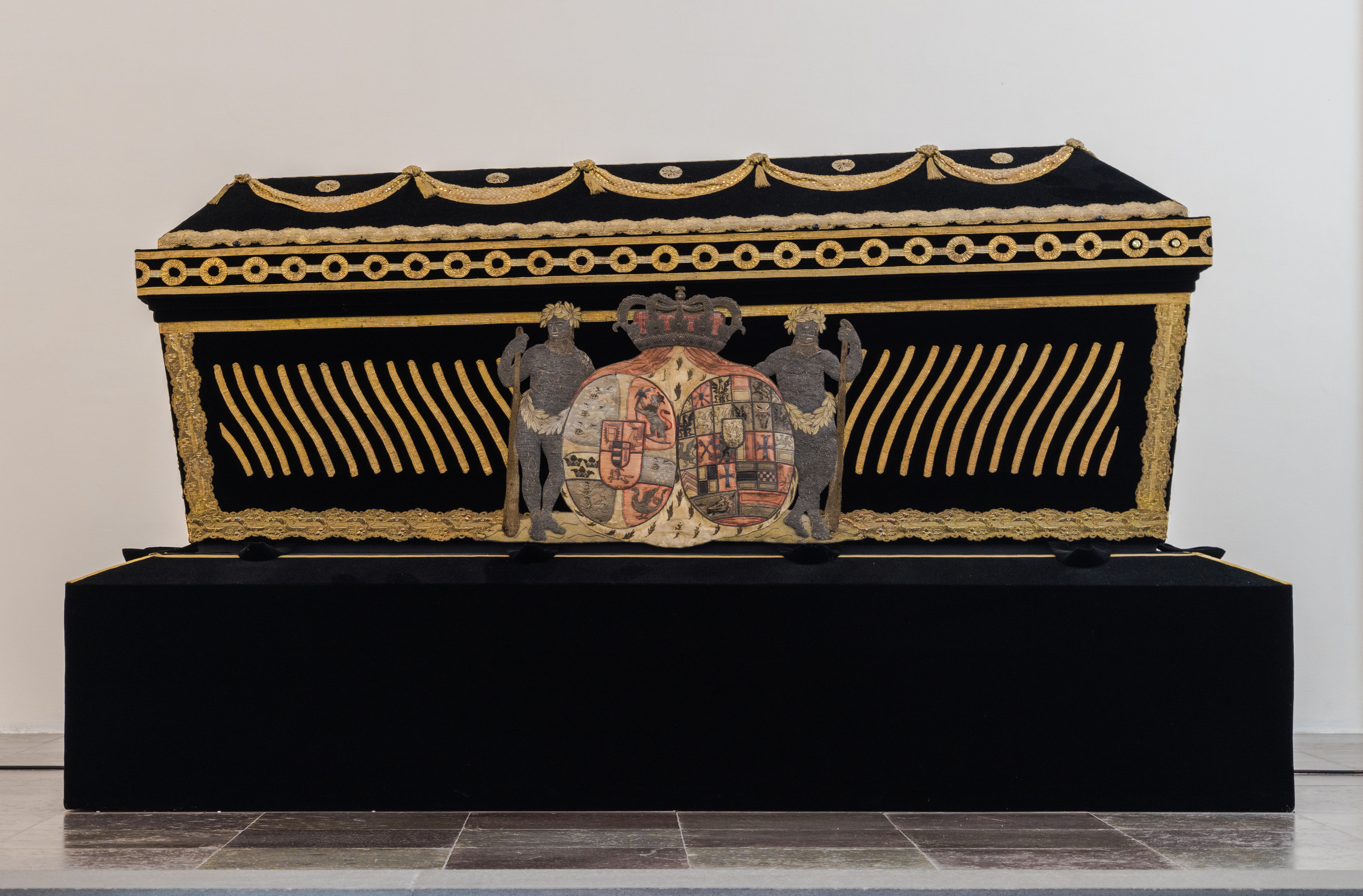
Son tombeau dans la cathédrale de Roskilde.

## Famille
De son union avec Christian VI naquirent :
- Frédéric V, roi du Danemark (1723 – 1766) ;
- Louise (1724 – 1724) ;
- Louise de Danemark (1726 – 1756), qui épousa en 1749 Ernest-Frédéric III de Saxe-Hildburghausen (1727 – 1780).

## Ordres
La reine Sophie-Madeleine, créée en 1732 l'Ordre de l'Union parfaite, créé pour commémorer son mariage heureux, il était aussi ouvert aux femmes. Il a été attribué jusqu’à son décès en 1770.

Ordre de l'Union parfaite.

## Titres et honneurs

### Titulature
- 28 novembre 1700 — 7 août 1721 : Son Altesse la princesse Sophie-Madeleine de Brandebourg-Culmbach.
- 7 août 1721 — 12 octobre 1730 : Son Altesse royale princesse héritière consort de Danemark et de Norvège.
- 12 octobre 1730 — 6 août 1746 : Sa Majesté la reine de Danemark et de Norvège.
- 6 août 1746 — 25 mai 1770 : Sa Majesté la reine douarière de Danemark et de Norvège.

### Armes et monogramme

Armoiries de la reine Sophie-Madeleine.
Monogramme de la reine Sophie-Madeleine.